# Хендри (окръг, Флорида)
Окръг Хендри (на английски: Hendry County) е окръг в щата Флорида, Съединени американски щати. Площта му е 3082 km², а населението - 36 210 души (2000). Административен център е град Ла Бел.